# Disphragis lopodites
Disphragis lopodites är en fjärilsart som beskrevs av Dyar 1914. Disphragis lopodites ingår i släktet Disphragis och familjen tandspinnare. Inga underarter finns listade i Catalogue of Life.